# Xuân Bình (phường)
Xuân Bình là một phường thuộc thành phố Long Khánh, tỉnh Đồng Nai, Việt Nam.

## Địa lý
Phường Xuân Bình nằm ở trung tâm thành phố Long Khánh, có vị trí địa lý:
- Phía đông giáp phường Xuân Trung, Xuân An và Xuân Hoà
- Phía tây giáp phường Bàu Sen
- Phía nam giáp phường Phú Bình
- Phía bắc giáp phường Xuân Trung.

Phường Xuân Bình có diện tích 1,23 km², dân số năm 2003 là 9.252 người, mật độ dân số đạt 7.522 người/km².

## Hành chính
Phường Xuân Bình được chia thành 4 khu phố: 1, 2, 3, 5.